# Wydział Medycyny Weterynaryjnej Szkoły Głównej Gospodarstwa Wiejskiego w Warszawie

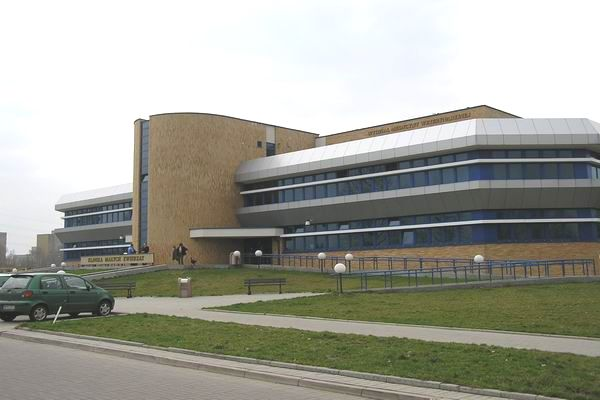
Klinika Małych Zwierząt SGGW

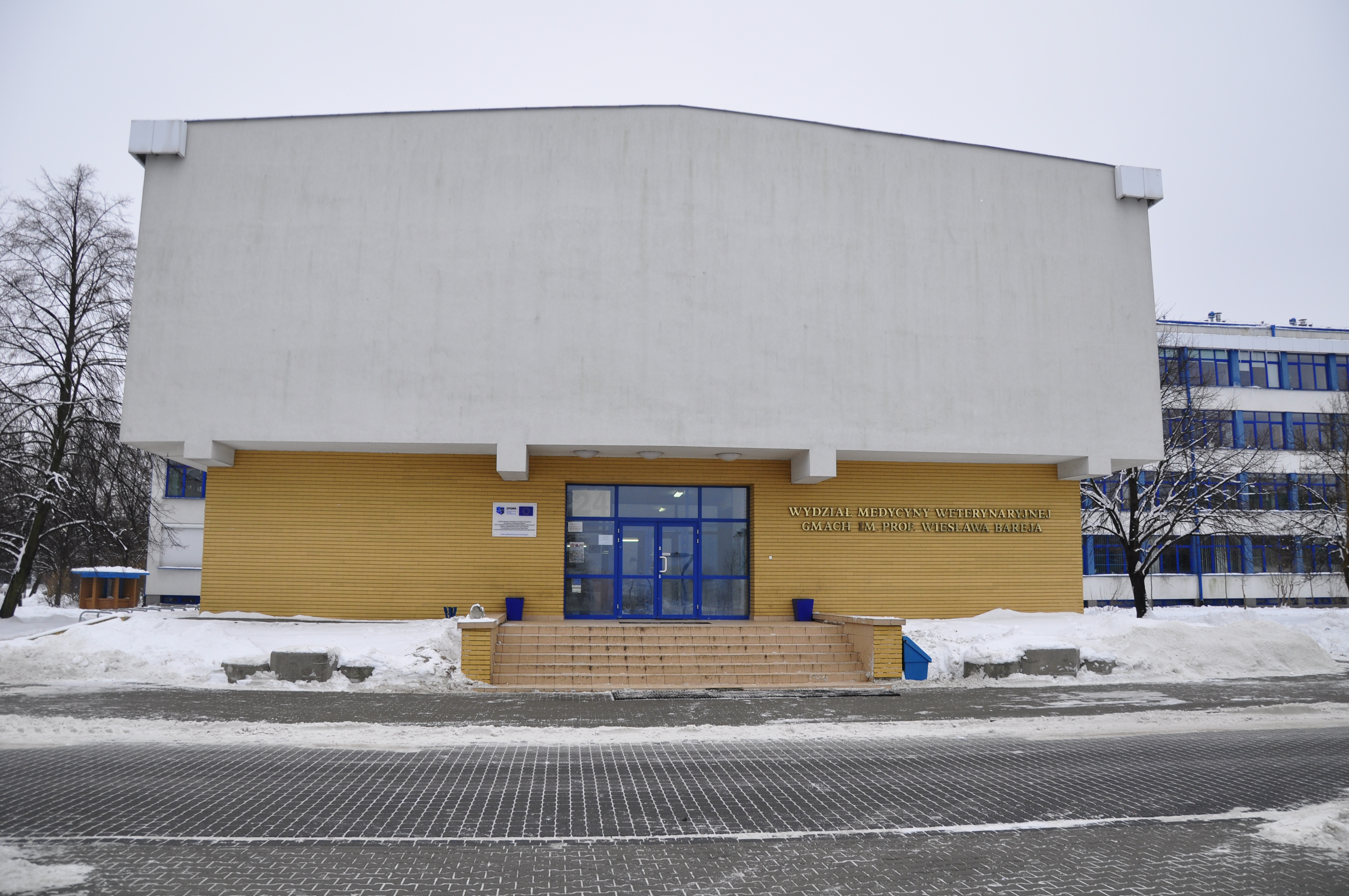
Budynek Wydziału Medycyny Weterynaryjnej SGGW im. prof. Wiesława Bareja

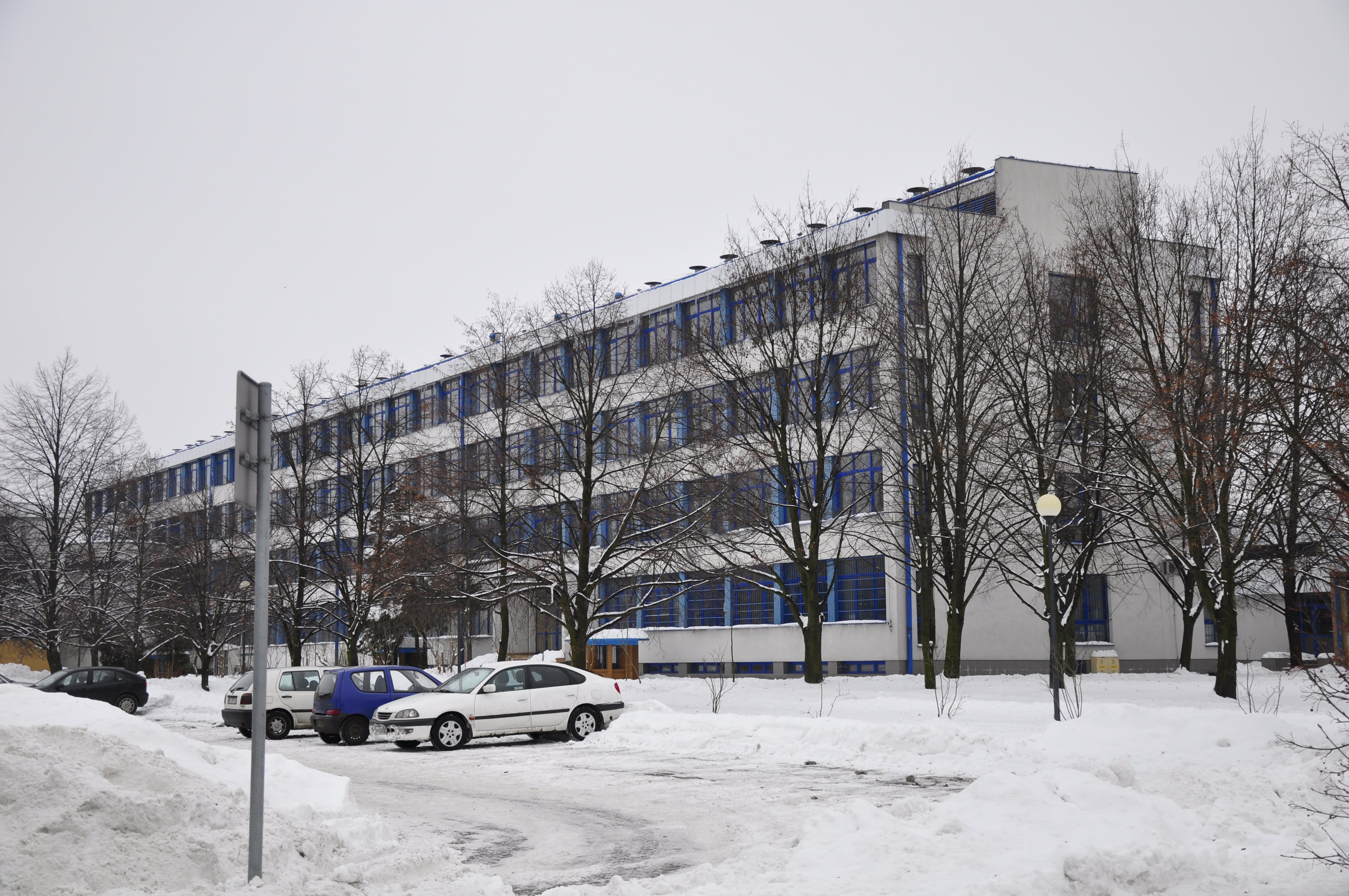
Budynek Wydziału Medycyny Weterynaryjnej SGGW im. prof. Wiesława Bareja

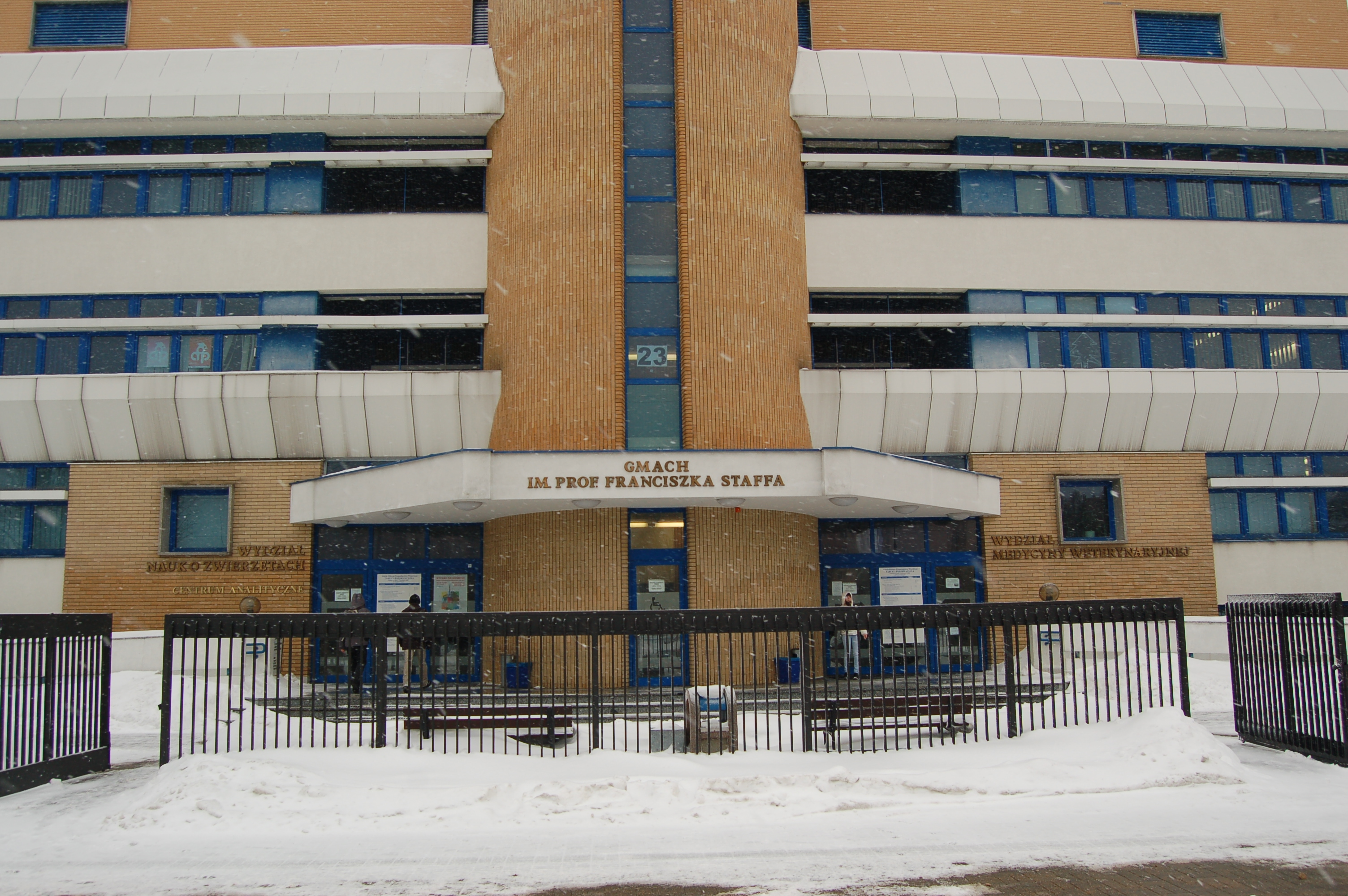
Budynek Wydziału Medycyny Weterynaryjnej i Wydziału Nauk o Zwierzętach SGGW im. prof. Franciszka Staffa

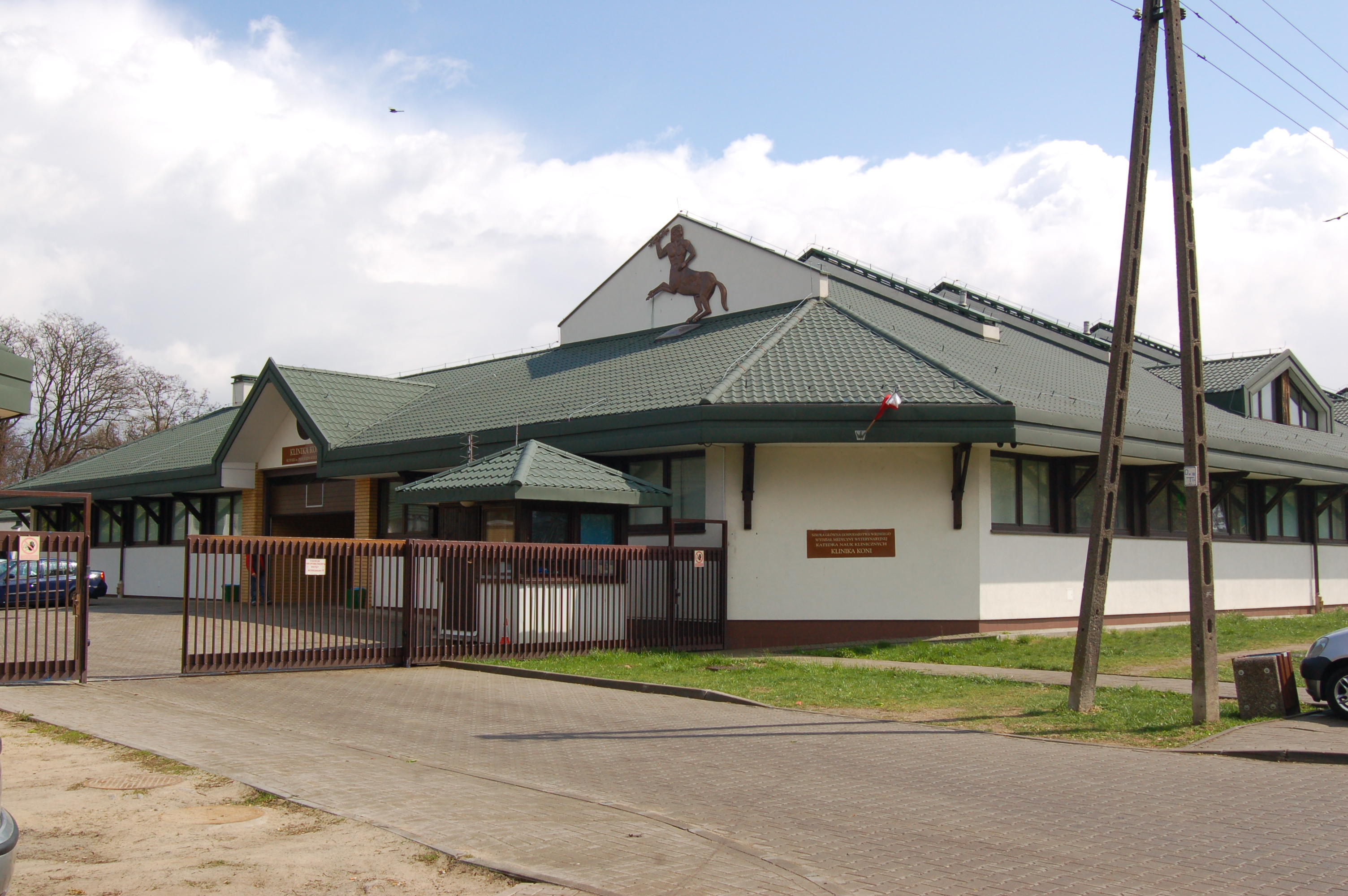
Klinika Koni Wydziału Medycyny Weterynaryjnej SGGW - budynek im. prof. Józefa Kulczyckiego

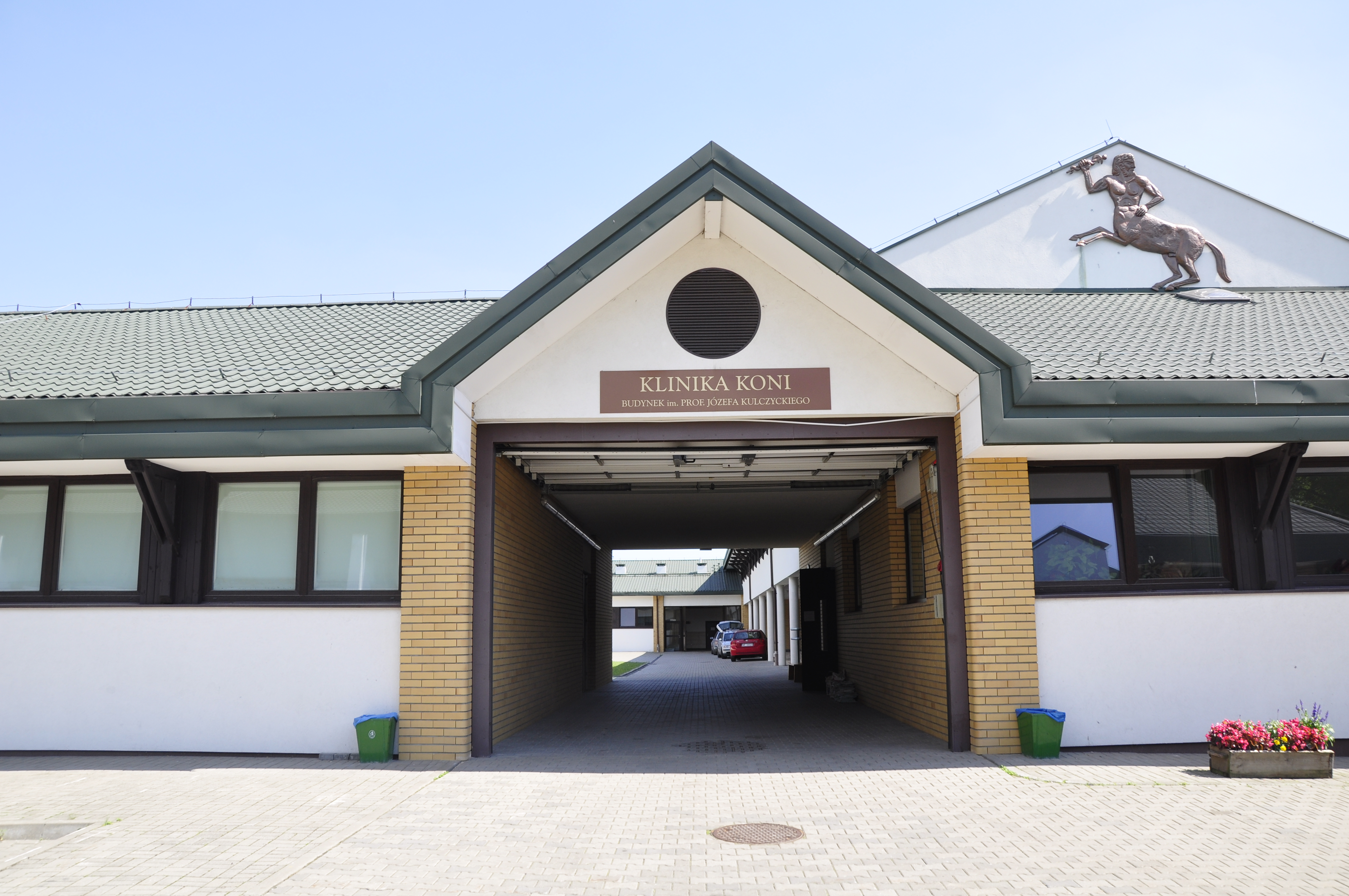
Klinika Koni Wydziału Medycyny Weterynaryjnej SGGW - budynek im. prof. Józefa Kulczyckiego

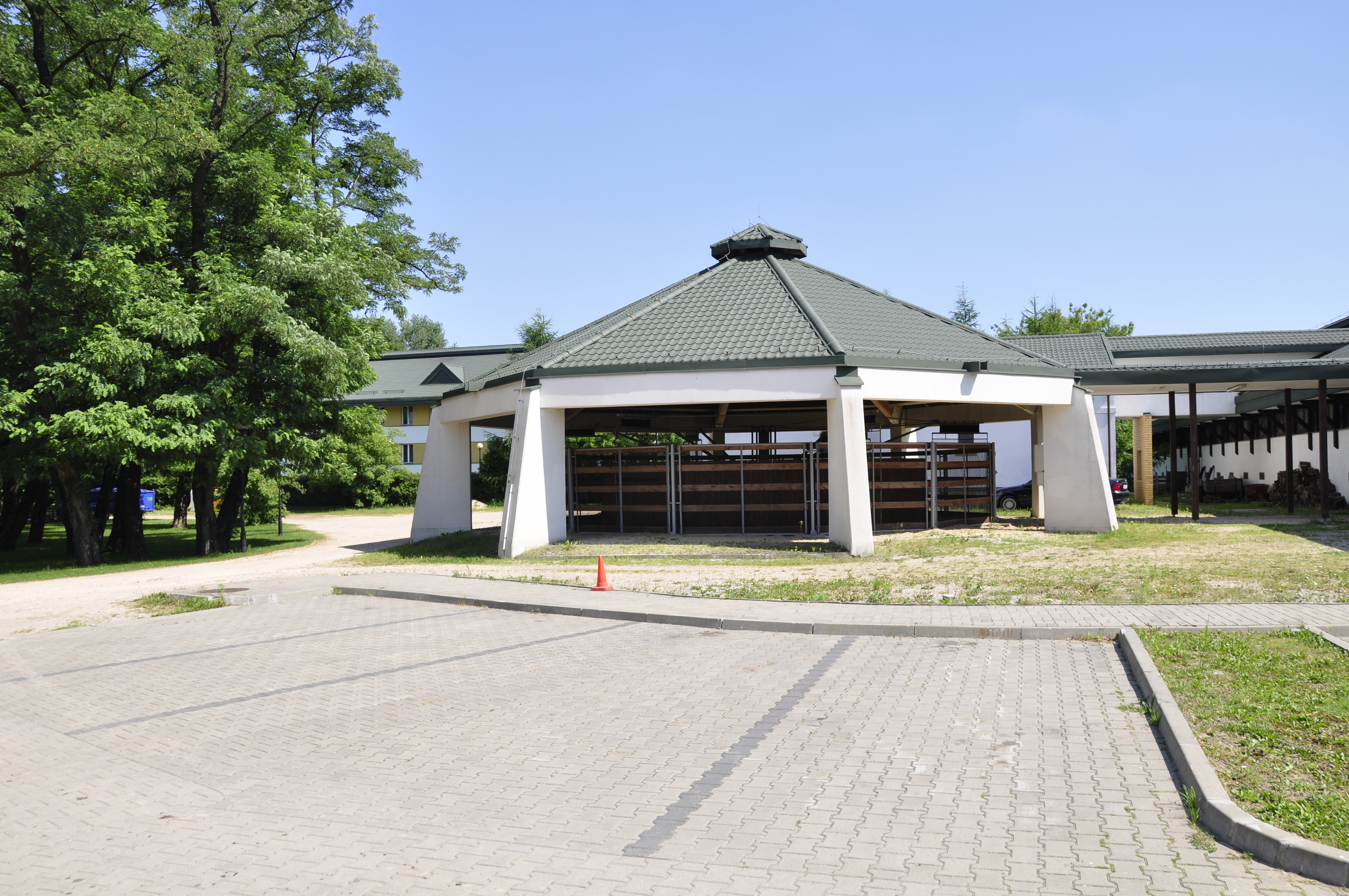
Lążnia przy Klinice Koni Wydziału Medycyny Weterynaryjnej SGGW

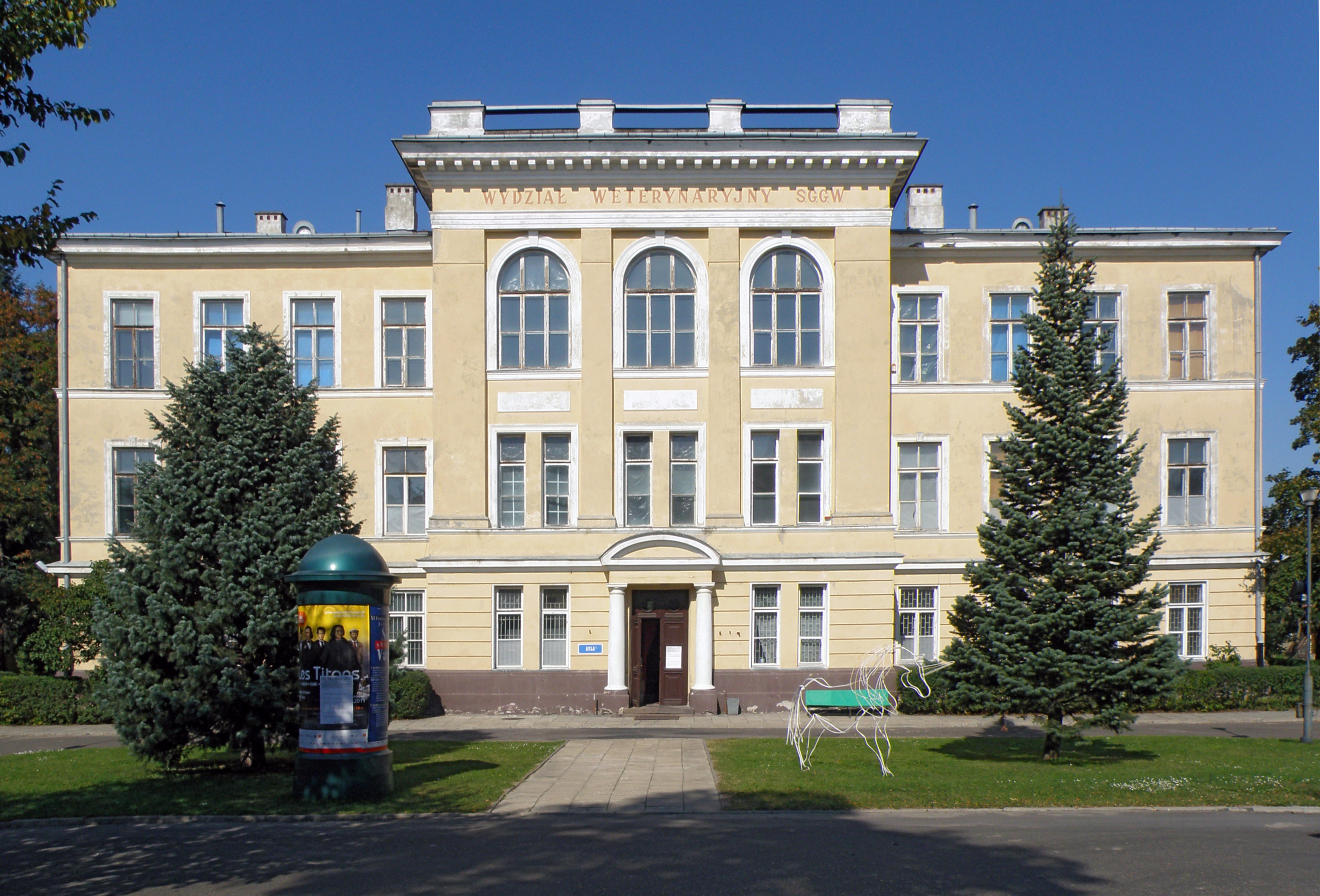
Dawna siedziba Wydziału Medycyny Weterynaryjnej SGGW przy ul. Grochowskiej w Warszawie

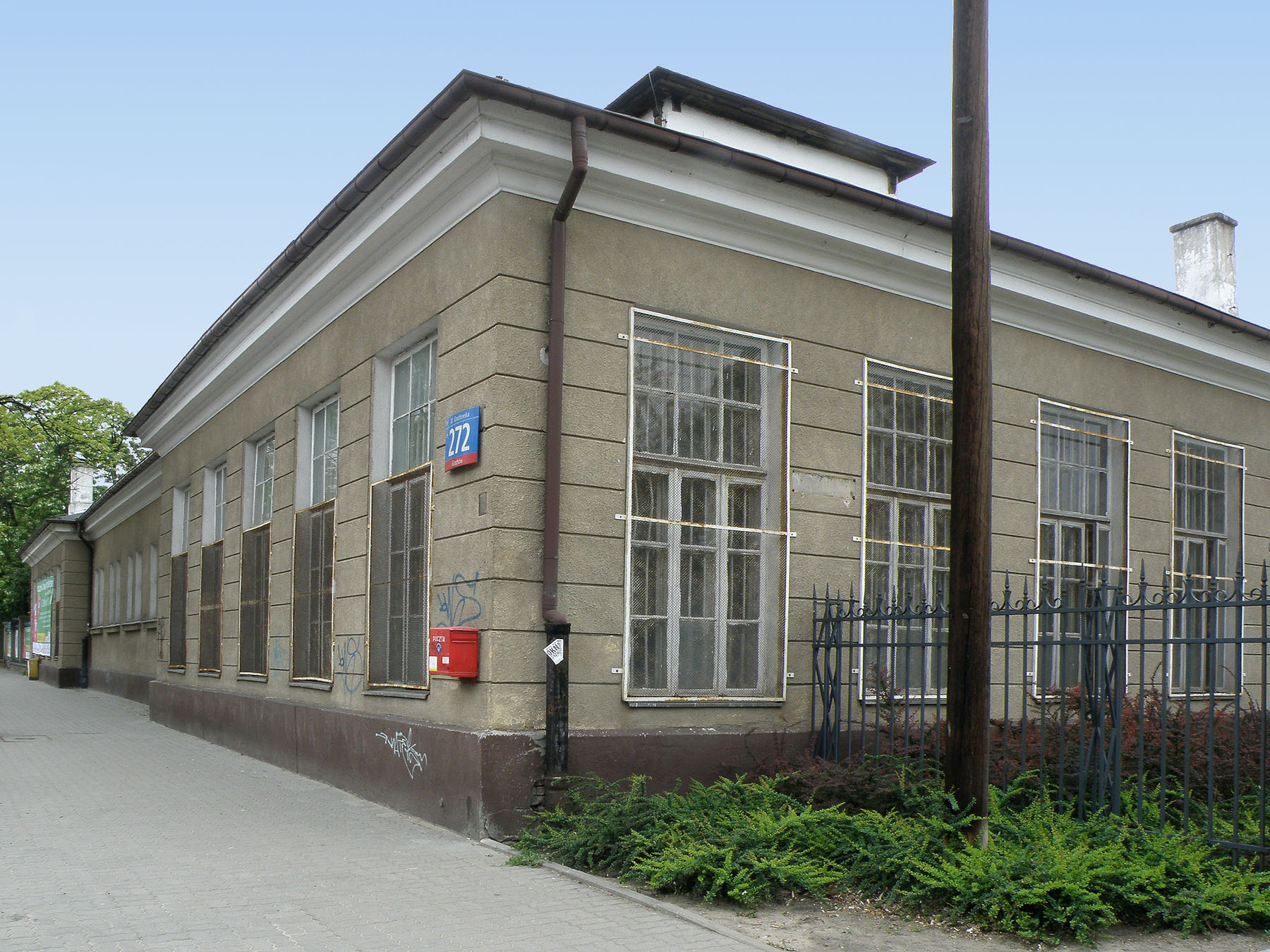
Dawna siedziba Wydziału Medycyny Weterynaryjnej SGGW przy ul. Grochowskiej w Warszawie

Wydział Medycyny Weterynaryjnej SGGW w Warszawie – wydział Szkoły Głównej Gospodarstwa Wiejskiego w Warszawie powstały w 1952 w oparciu o zlikwidowany Wydział Weterynaryjny Uniwersytetu Warszawskiego. Jest najstarszym wydziałem w Polsce kształcącym lekarzy weterynarii. 

## Historia[1]
17 lipca 1824 roku otwarto Instytut rządowy Weterynarii w Burakowie pod Warszawą na podstawie dekretu z 1816 który przewidywał otwarcie praktycznej szkoły weterynarii w Królestwie Polskim, głównie jako wyraz zapotrzebowania na wojskowych lekarzy koni. Studia trwały wówczas 2 lata. Powstanie Listopadowe doprowadziło do przerwania studiów na 10 lat. W 1840 niesamodzielną, działającą w ramach Instytutu w Marymoncie szkołę przekształcono w Szkołę Weterynarzy, która była już samodzielną uczelnią, a studia wydłużono do czteroletnich.
W 1889 roku przyznano uczelni urzędowy status szkoły wyższej. W 1901 roku oddano do użytku kompleks budynków przy ul. Grochowskiej 272 na Pradze, do którego przeniesiono uczelnię. Wybuch I wojny światowej przerwał prowadzenie studiów, które wznowiono w 1918. Wówczas studia weterynaryjne wróciły, ale już na Wydział Lekarski Uniwersytetu Warszawskiego, gdzie powstało Studium Weterynaryjne.
W 1927 roku powołano do życia samodzielny Wydział Weterynaryjny Uniwersytetu Warszawskiego. Jego działalność została przerwana wybuchem kolejnej wojny światowej. Nauka została wznowiona w roku akademickim 1946-1947. W 1952 roku Wydział Weterynaryjny przeniesiono do Szkoły Głównej Gospodarstwa Wiejskiego. Na początku XXI wieku Wydział przeniesiono do nowo wybudowanego nowoczesnego kampusu SGGW na Ursynowie i Wolicy.

## Prowadzone studia
WMW SGGW prowadzi stacjonarne studia dzienne na kierunku:
weterynaria. 
Od 1992 roku Wydział prowadzi studia doktoranckie, od 1993 roku studia podyplomowe, od 2007 roku studia w języku angielskim dla obcokrajowców.

## Struktura wydziału
Obecnie w skład wydziału wchodzą następujące katedry i zakłady:
- Katedra Nauk Morfologicznych, kierownik: dr hab. Marta Kupczyńska, prof. SGGW
  - Zakład Anatomii Porównawczej i Klinicznej
  - Zakład Histologii i Embriologii

- Katedra Nauk Fizjologicznych, kierownik: prof. dr hab. Tomasz Motyl
  - Zakład Biochemii
  - Zakład Dietetyki
  - Zakład Fizjologii

- Katedra Nauk Przedklinicznych, kierownik: prof. dr hab. Marek Niemiałtowski
  - Zakład Bakteriologii i Biologii Molekularnej
  - Zakład Farmakologii i Toksykologii
  - Zakład Parazytologii i Chorób Inwazyjnych
  - Zakład Wirusologii
  - Zakład Mykologii
  - Zakład Immunologii

- Katedra Chorób Małych Zwierząt z Kliniką, kierownik: prof. dr hab. Roman Lechowski
  - Zakład Chirurgii i Anestezjologii Małych Zwierząt
  - Zakład Chorób Wewnętrznych Małych Zwierząt
  - Zakład Chorób Zakaźnych Małych Zwierząt
  - Pracownia Diagnostyki Obrazowej
  - Pracownia Rozrodu Małych Zwierząt

- Katedra Chorób Dużych Zwierząt z Kliniką, kierownik: dr hab. Zdzisław Gajewski, prof. SGGW
  - Zakład Rozrodu Zwierząt, Andrologii i Biotechnologii Rozrodu
  - Zakład Chirurgii
  - Zakład Chorób Wewnętrznych
  - Zakład Chorób Zakaźnych i Epidemiologii

- Katedra Patologii i Diagnostyki Laboratoryjnej, kierownik: prof. dr hab. Piotr Szeleszczuk
  - Pracownia Chorób Owadów Użytkowych
  - Zakład Chorób Ptaków
  - Zakład Weterynaryjnej Diagnostyki Laboratoryjnej i Klinicznej
  - Zakład Patofizjologii Zwierząt
  - Zakład Patomorfologii Zwierząt

- Katedra Higieny Żywności i Ochrony Zdrowia Publicznego, kierownik: prof. dr hab. Jacek Szczawiński

## Zadania
Misją Wydziału jest kształcenie i prowadzenie badań w zakresie:
- nauk podstawowych
- przedklinicznych
- klinicznych
- higieny i toksykologii żywności pochodzenia zwierzęcego oraz weterynaryjnej ochrony zdrowia publicznego.

## Akredytacje i uprawnienia
W 2000 roku Wydział dostał warunkową akceptację (po raz drugi) przez Europejskie Stowarzyszenie Uczelni Weterynaryjnych (EAEVE). W 2003 i 2008 roku uzyskał pozytywną ocenę Państwowej Komisji Akredytacyjnej.
Wydział ma prawo do nadawania stopni doktora nauk weterynaryjnych i doktora habilitowanego nauk weterynaryjnych.

## Wydział w liczbach
- Liczba nauczycieli akademickich: 116, w tym 29 profesorów
- Liczba pracowników naukowo-technicznych: 69
- Liczba studentów: 1049
- Liczba doktorantów: 94
- Liczba uczestników studiów podyplomowych: 258

## Władze wydziału
- Dziekan: prof. dr hab. n. wet. Marian Binek
- Prodziekan ds. studenckich: dr hab. n. wet. Marcin Bańbura
- Prodziekan ds. naukowych: prof. dr hab. n. wet. Tomasz Motyl
- Prodziekan ds. studiów obcojęzycznych: prof. dr hab. n. wet. Romuald Zabielski

## Lokalizacja
Wydział od 1998 roku był rozbudowywany i sukcesywnie przenoszony do nowych budynków na ursynowskim kampusie SGGW im. Edwarda hrabiego Raczyńskiego.
Wydział posiada:
- Klinikę Małych Zwierząt (Ursynów-kampus SGGW)
- Klinikę Koni (Ursynów-Wolica)
- salę sekcyjną
- zwierzętarnię
- lecznicę na fermie bydła należącej do Uczelni w Oborach pod Warszawą.
- specjalistyczną czytelnię.

Na Wydziale funkcjonuje Samorząd Studentów Wydziału Medycyny Weterynaryjnej.

## Absolwenci
- prof. Jerzy Antychowicz
- prof. Wiesław Barej
- prof. Marian Binek
- prof. Tadeusz Frymus
- dr Tadeusz Jakubowski
- lek. wet. Robert Janowski
- prof. dr h.c. Włodzimierz Kluciński
- prof. Henryk Kobryń
- prof. Franciszek Kobryńczuk
- lek. wet. Jacek Łukaszewicz
- prof. Andrzej Malczewski
- prof. Elżbieta Malicka
- prof. Konrad Malicki
- dr Andrzej Olkowski
- prof. dr h.c. Paweł Sysa
- dr hab. prof. h.c. Tadeusz Wijaszka